# Filippa Idéhn
Filippa Idéhn (n. 15 august 1990, în Jönköping) este o handbalistă din Suedia care evoluează pe postul de portar pentru clubul danez Silkeborg-Voel KFUM și echipa națională a Suediei.
Idéhn a evoluat pentru naționala de handbal feminin a Suediei la Jocurile Olimpice Rio de Janeiro 2016, Campionatele Mondiale din Danemarca 2015, Germania 2017, Japonia 2019 și Campionatele Europene din Suedia 2016, Franța 2018 fiind medaliată cu bronz la Campionatul European din 2014.

## Palmares
- Campionatul European:
  -  Medalie de bronz: 2014

- Trofeul Carpați:
  -  Câștigătoare: 2015

- Liga Campionilor:
  - Grupe principale: 2014, 2015, 2017, 2019
  - Grupe: 2013, 2018
  - Calificări: 2016

- Cupa Cupelor:
  - Turul 3: 2016

- Liga Europeană:
  -  Medalie de bronz: 2021

- Cupa EHF:
  - Sfertfinalistă: 2018

- Campionatul Suediei:
  -  Câștigătoare: 2013, 2014, 2015

- Campionatul Danemarcei:
  -  Câștigătoare: 2016

- Cupa Danemarcei:
  - Semifinalistă: 2015, 2016

- Supercupa Danemarcei:
  -  Câștigătoare: 2015
  -  Medalie de argint: 2016

- Campionatul Franței:
  -  Medalie de argint: 2018

- Cupa Franței:
  -  Câștigătoare: 2018
  -  Medalie de argint: 2019

- Liga Națională: 
  -  Medalie de argint: 2021

## Galerie de imagini

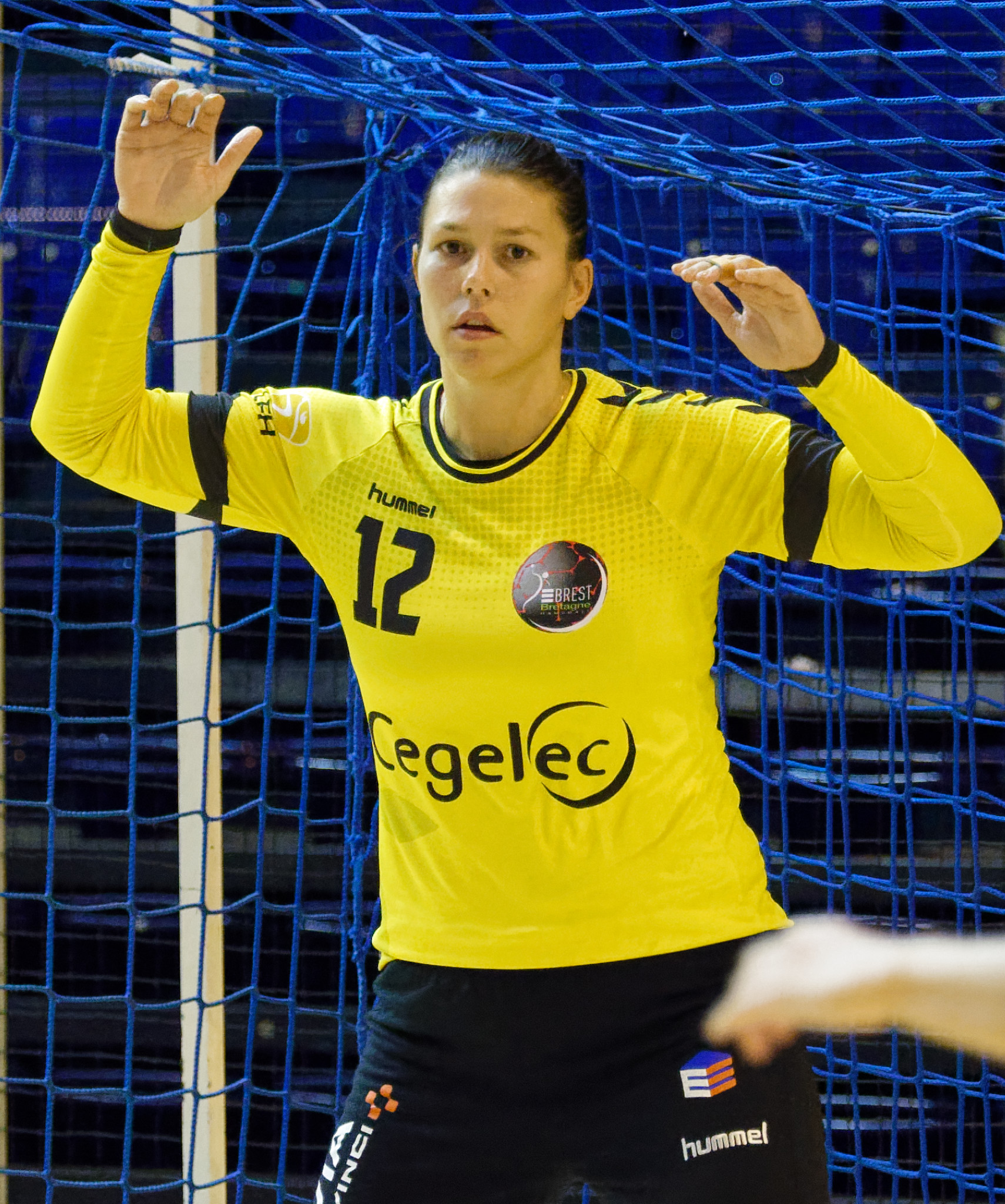
Filippa Idéhn, 5 septembrie 2018. Idéhn în timpul partidei dintre Paris 92 și Brest Bretagne Handball, desfășurată în Halle Carpentier din Paris.
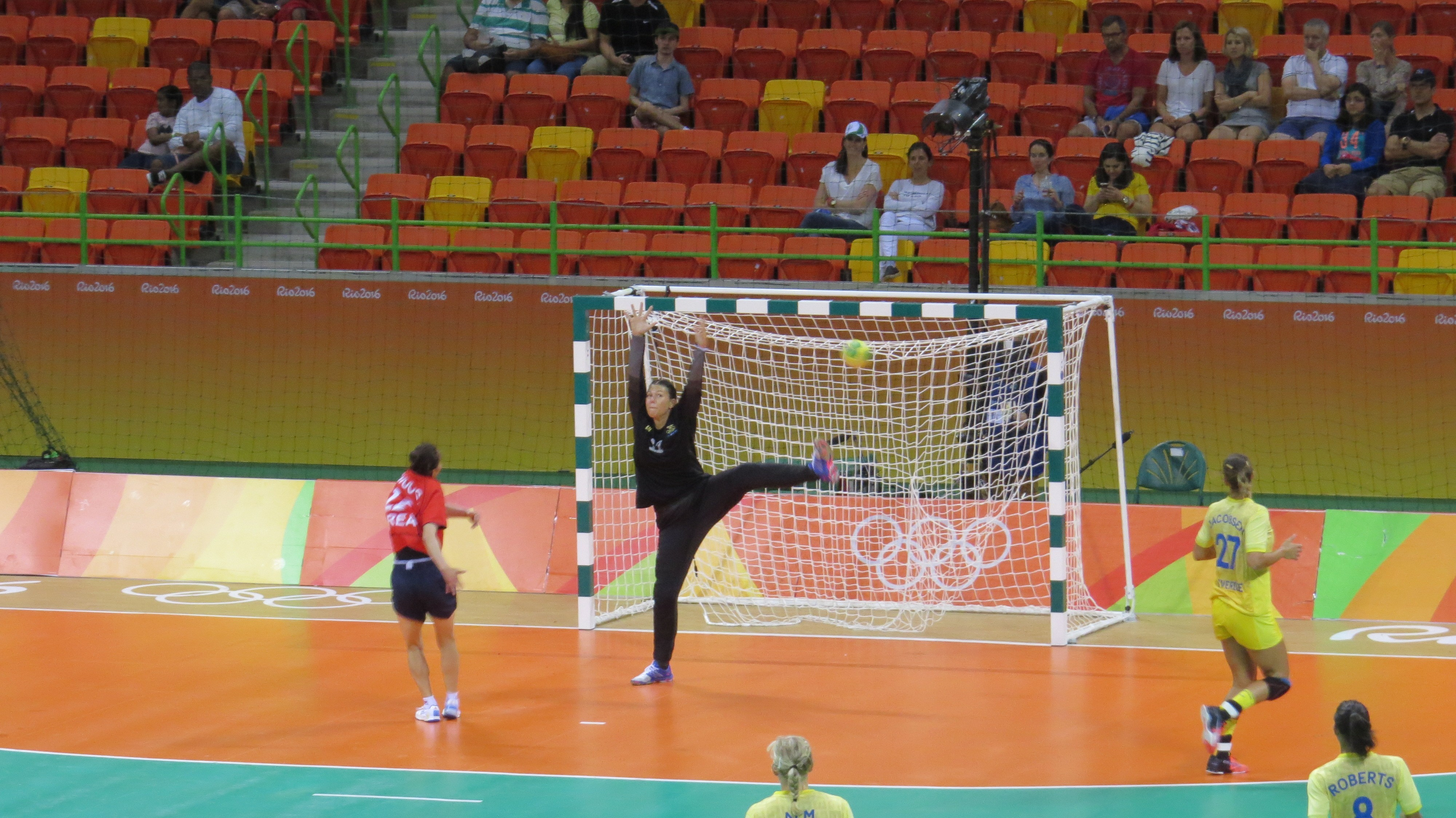
Filippa Idéhn, 9 august 2016. Idéhn în timpul partidei dintre Coreea de Sud și Suedia, desfășurată în Future Arena din Rio de Janeiro.
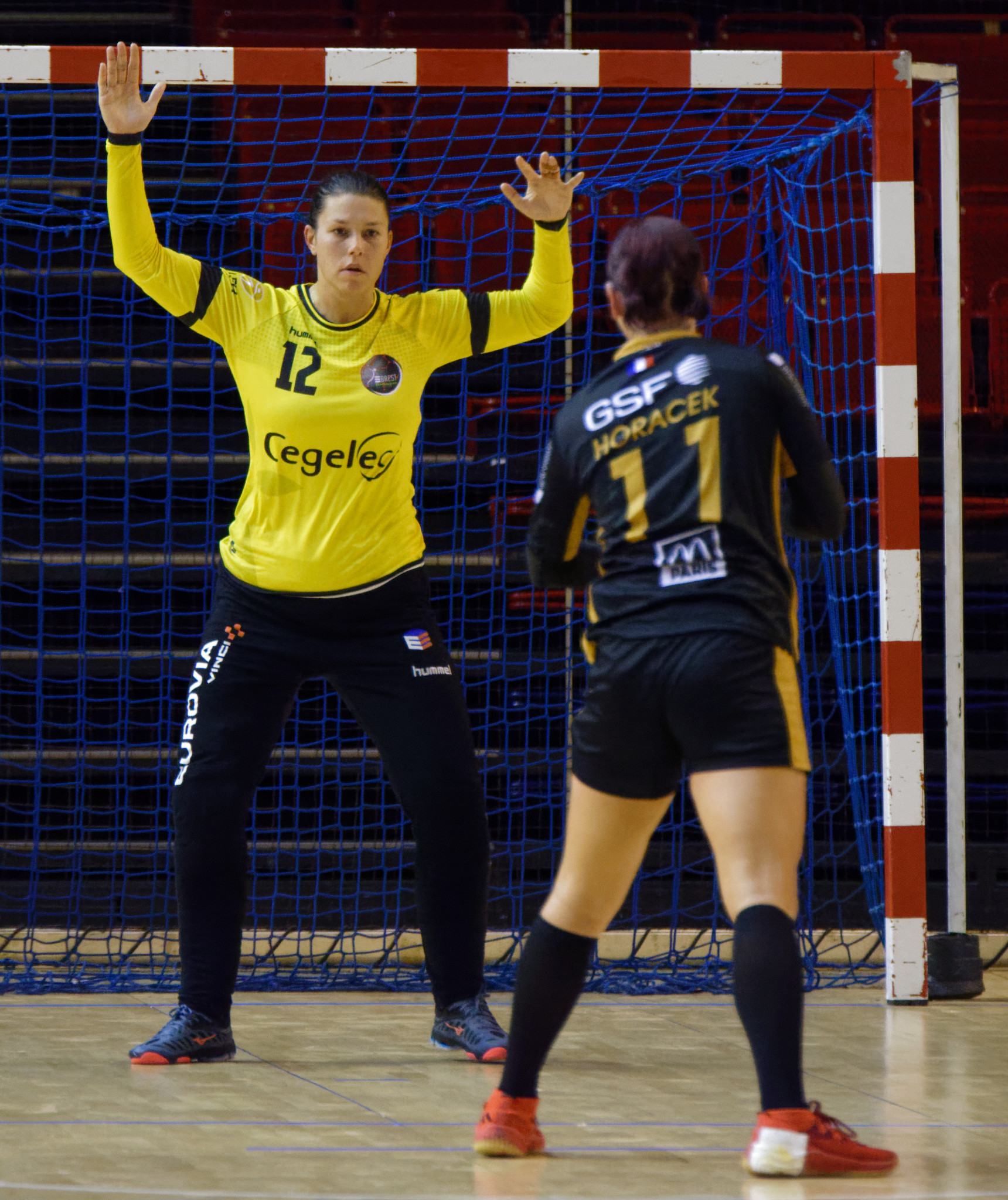
Filippa Idéhn, 5 septembrie 2018. Idéhn în timpul partidei dintre Paris 92 și Brest Bretagne Handball, desfășurată în Halle Carpentier din Paris.